# TJ Město Zbiroh
TJ Město Zbiroh (celým názvem: Tělovýchovná jednota Město Zbiroh) je český klub ledního hokeje, který sídlí ve Zbirohu v Plzeňském kraji. Založen byl v roce 1942. Od sezóny 2014/15 působí v Plzeňské krajské soutěži – sk. B, šesté české nejvyšší soutěži ledního hokeje. Klubové barvy jsou černá a žlutá.
Své domácí zápasy odehrává v Rokycanech na tamějším zimním stadionu s kapacitou 4 000 diváků.

## Přehled ligové účasti
Stručný přehled
Zdroj: 
- 2010–2011: Plzeňská krajská soutěž – sk. C (7. ligová úroveň v České republice)
- 2011–2012: Plzeňská krajská soutěž – sk. D (8. ligová úroveň v České republice)
- 2012–2014: Plzeňská krajská soutěž – sk. C (7. ligová úroveň v České republice)
- 2014– : Plzeňská krajská soutěž – sk. B (6. ligová úroveň v České republice)

Jednotlivé ročníky
Zdroj: 
Legenda: ZČ - základní část, červené podbarvení - sestup, zelené podbarvení - postup, fialové podbarvení - reorganizace, změna skupiny či soutěže
| Česko (2010 – ) |                                 |           |          |                                       |          |
| Sezóny          | Soutěž                          | Úroveň    | ZČ       | Play-off, nadstavba, sk. o udržení... | Poznámky |
| 2010/11         | Plzeňská krajská soutěž – sk. C | 7. úroveň | 9. místo |                                       | Sestup   |
| 2011/12         | Plzeňská krajská soutěž – sk. D | 8. úroveň | 6. místo | Zápas o 3. místo (výhra)              | Postup   |
| 2012/13         | Plzeňská krajská soutěž – sk. C | 7. úroveň | 3. místo | Čtvrtfinále                           |          |
| 2013/14         | Plzeňská krajská soutěž – sk. C | 7. úroveň | 2. místo | Vítěz                                 | Postup   |
| 2014/15         | Plzeňská krajská soutěž – sk. B | 6. úroveň | 1. místo | Finále                                |          |
| 2015/16         | Plzeňská krajská soutěž – sk. B | 6. úroveň | 4. místo | Semifinále                            |          |
| 2016/17         | Plzeňská krajská soutěž – sk. B | 6. úroveň | 9. místo |                                       |          |
| 2017/18         | Plzeňská krajská soutěž – sk. B | 6. úroveň | 2. místo |                                       |          |
| 2018/19         | Plzeňská krajská soutěž – sk. B | 6. úroveň |          |                                       |          |